# InPost

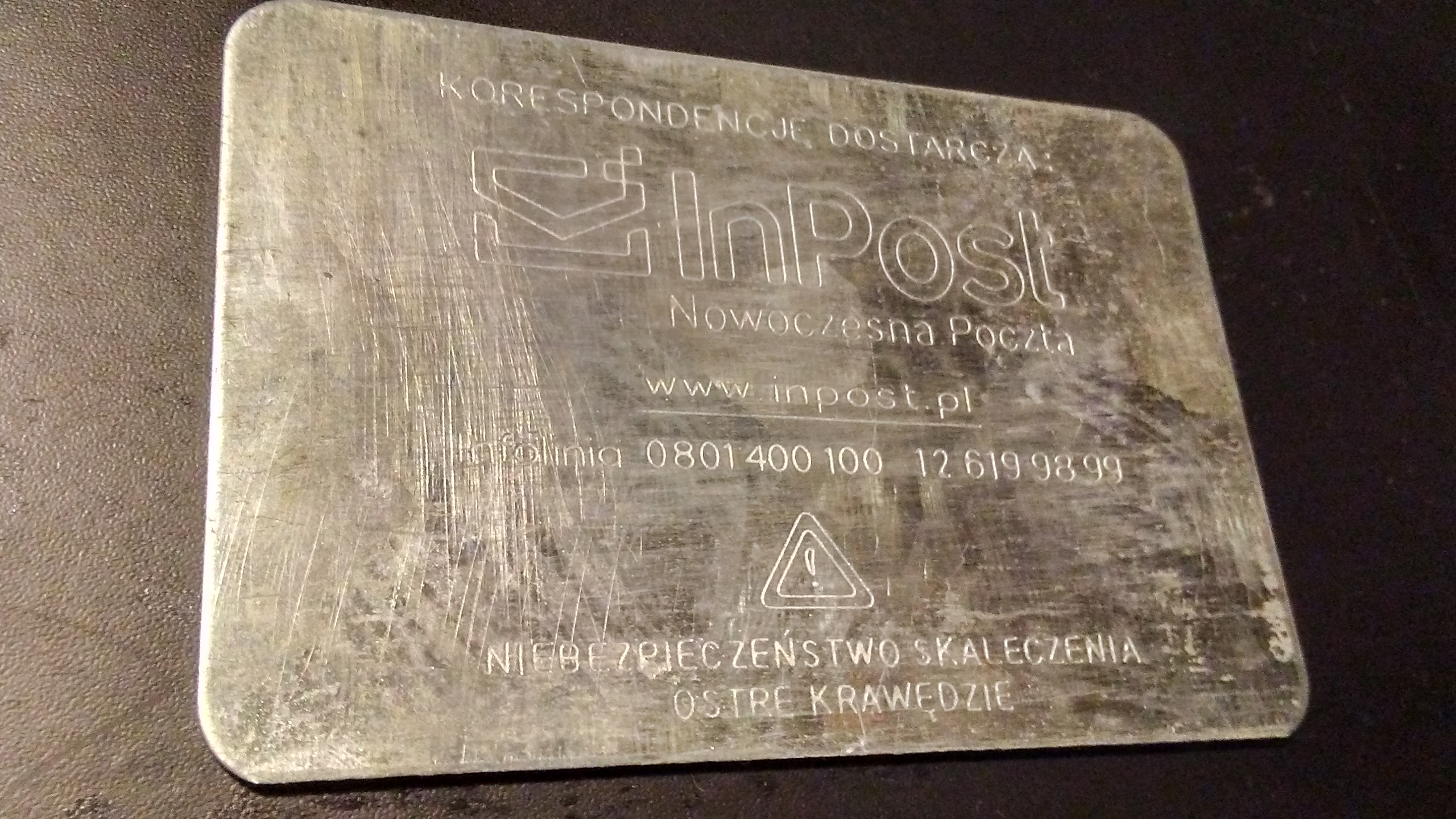
Płytka obciążająca do listów InPostu

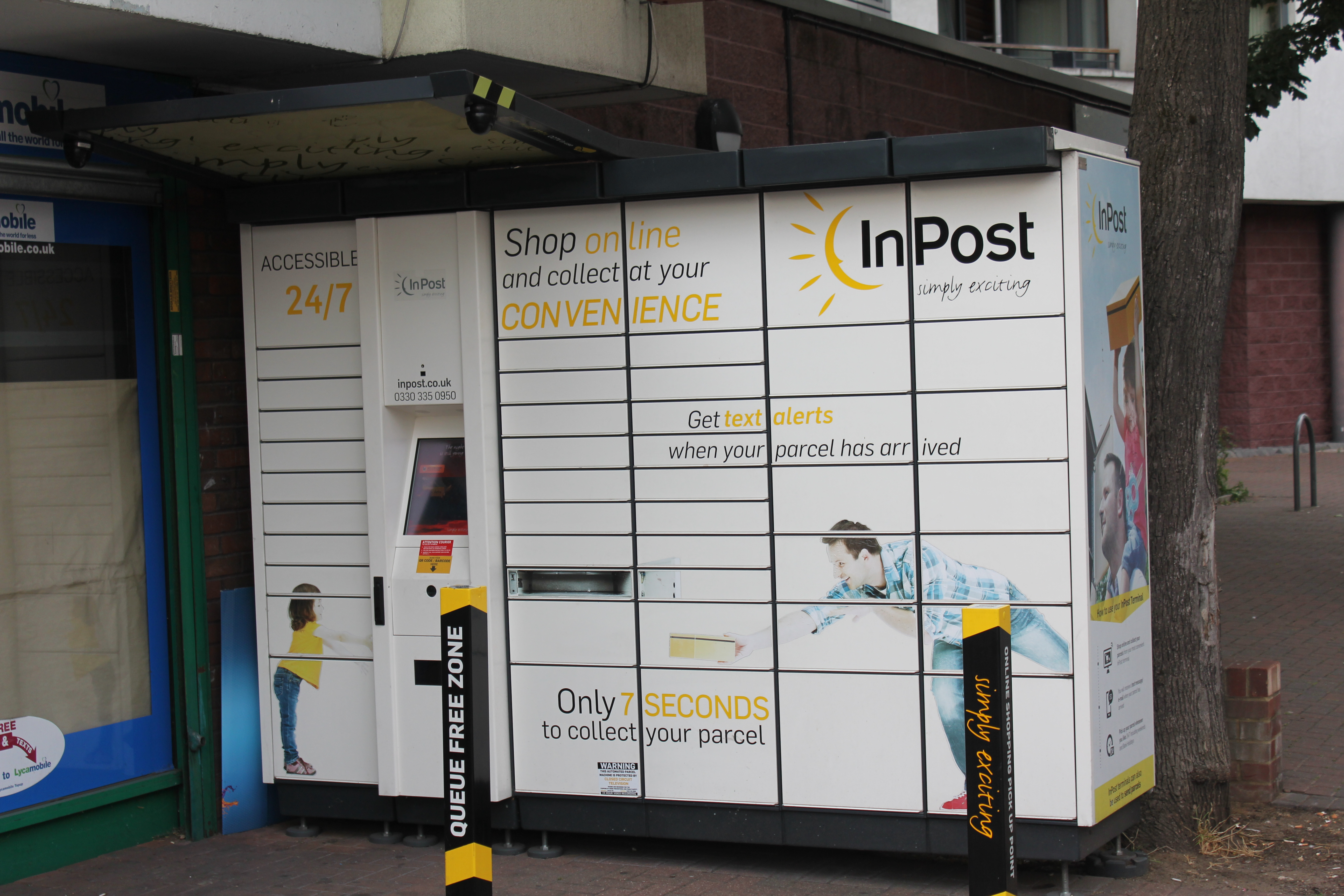
Paczkomat InPost w Londynie (lipiec 2015)

InPost Sp. z o.o. – polski prywatny operator logistyczny z siedzibą w Krakowie. Spółka należy do grupy kapitałowej Integer.pl S.A. Jest notowana na giełdzie Euronext w Amsterdamie.

## Historia
Wejście InPostu na rynek pocztowy w listopadzie 2006 roku zbiegło się w czasie ze strajkami listonoszy Poczty Polskiej. W 2006 roku Poczta Polska miała monopolistyczną pozycję na rynku i w świetle przepisów jako jedyna mogła doręczać najliczniejszą grupę przesyłek o masie do 50 g. Dodatkowo liberalizacja rynku usług pocztowych zaplanowana początkowo na 2011 rok – przesunęła się w Polsce o kolejne dwa lata, do 1 stycznia 2013 roku.
Powołanie InPostu było konsekwencją rozwoju spółki Integer.pl działającej w sektorze kolportażu druków adresowych oraz bezadresowych. Bazą do jej utworzenia była posiadana infrastruktura oraz zaplecze technologiczne, wykorzystywane w ramach usług kolportażowych. Według założeń bazowego biznesplanu spółki, działania realizowane w okresie pierwszych paru lat miały przynieść jej pozycję wicelidera rynku. Cel ten udało się zrealizować – do 2012 roku, kiedy InPost przejął od Poczty Polskiej 16% udziałów w należącym dotychczas wyłącznie do niej rynku.
We wrześniu 2009 roku w Krakowie został postawiony pierwszy Paczkomat InPost.
W 2015 InPost przejął 100 proc. akcji Polskiej Grupy Pocztowej. Na warszawskiej Giełdzie Papierów Wartościowych (GPW) akcje InPostu zadebiutowały 13 października 2015. 
W związku z zakończeniem obsługi kontraktu dla sądów z początkiem 2016, spadkiem wolumenu przesyłek listowych oraz presji cenowej, InPost podjął decyzję o restrukturyzacji, a następnie o całkowitym zakończeniu z dniem 1 sierpnia 2016 roku działalności w zakresie obsługi przesyłek listowych tradycyjnych i skupieniu się na działalności w obszarze usług związanych z rynkiem e-commerce.
W 2017, po zakończeniu przymusowego wykupu akcji, zarząd GPW podjął uchwałę w sprawie wykluczenia z obrotu giełdowego na rynku głównym akcji spółki z dniem 19 września 2017. Wówczas akcje skupiła spółka AI Prime należąca do funduszu Advent International. W styczniu 2021 InPost zadebiutował na giełdzie Euronext w Amsterdamie. 
W 2019 roku firma wprowadziła na rynek aplikację mobilną InPost Mobile z funkcją zdalnego otwierania skrytek w Paczkomacie. Aplikację można pobrać bezpłatnie ze sklepów Google Play, App Store, a także Huawei AppGallery.
W lipcu 2021 roku zostało sfinalizowane przejęcie przez InPost francuskiej firmy Mondial Relay. Wartość transakcji wyniosła 513 mln euro.
Firma InPost w 2022 roku została Sponsorem Strategicznym Polskiego Związku Piłki Nożnej.
30 czerwca 2022 operator dysponował siecią blisko 18,5 tys. paczkomatów w całej Polsce.
Firma kurierska InPost w 2022 roku dostarczyła 744,9 mln przesyłek. 
23 lutego 2022 operator poinformował, że z aplikacji InPost Mobile korzysta 9,3 miliona aktywnych użytkowników. 
W sierpniu 2024 roku InPost stał się oficjalnym sponsorem logistycznym klubu Atletico Madryt. 

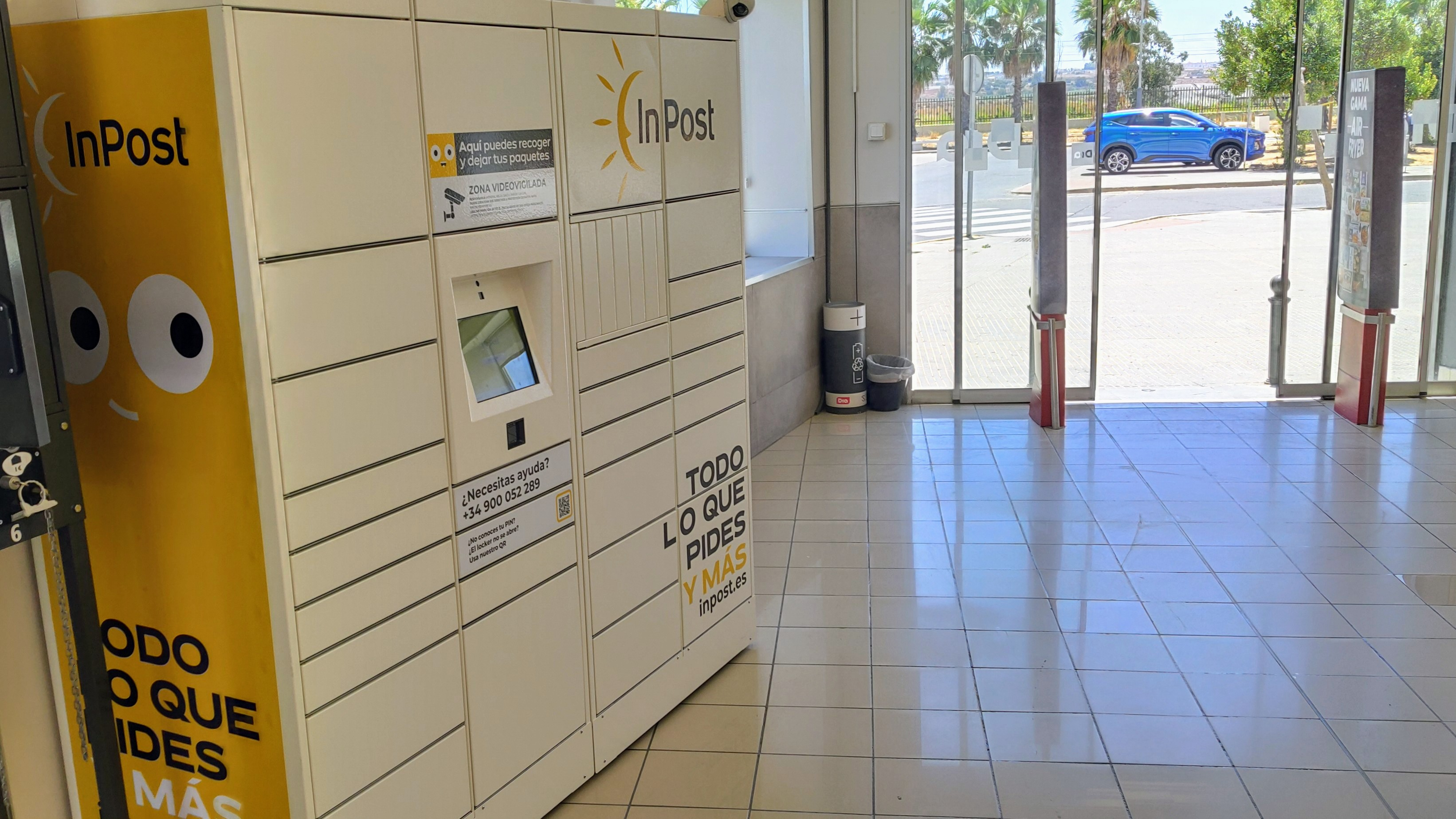
Szafka PuntoPack firmy InPost w supermarkecie w Hiszpanii (2025)

13 listopada 2024 roku InPost ogłosił wprowadzenie nowej usługi przesyłek międzynarodowych. Paczki nadane w Polsce będzie można odbierać w paczkomatach za granicą. 
W kwietniu 2025 roku InPost zakupił 95.5% akcji właściciela brytyjskiej firmy kurierskiej Yodel za 106 mln funtów. 

## Oferta
InPost jest operatorem logistycznym sieci paczkomatów umożliwiających całodobowo samodzielne nadawanie i odbieranie przesyłek, w wybranej przez klienta lokalizacji. Urządzenia zlokalizowane są w bliskim sąsiedztwie osiedli oraz sklepów i czynne są 24/7.
Głównymi usługami InPostu są:
- Paczkomaty InPost – sieć urządzeń do samodzielnego odbierania i nadawania przesyłek o dowolnej porze.
- Kurier – forma dostawy do drzwi odbiorcy kopert lub paczek w dowolne miejsce w Polsce. Termin doręczenia uzależniony jest od rodzaju usługi kurierskiej.
- InPost Fulfillment – usługi outsourcingowe[21].
- InPost Abonamenty –  oferta dla działalności e-commerce. Każdy abonament zawiera jedną umowę dla paczek kurierskich i paczkomatowych[22].
- Oferta dla sprzedawców Allegro – usługi Allegro Paczkomaty 24/7 InPost, Allegro miniKurier24 InPost, Allegro Kurier24 InPost[23].
- InPost Szybkie Nadania – usługa prostego nadawania paczek w Paczkomatach 24/7 oraz w Punktach Obsługi Paczek (POP), bez konieczności zakładania konta i logowania[24].
- InPost Paczka w Weekend – usługa wprowadza dostawy do Paczkomatów 24/7 w sobotę i niedzielę[25]. InPost jest pierwszym operatorem logistycznym, który uruchomił usługę dostaw w weekend na terenie całego kraju.
- Aplikacja mobilna InPost Mobile – aplikacja posiada funkcjonalność zdalnego otwierania skrytek w Paczkomacie[26]. Pozwala to odbierać przesyłki bez dotykania ekranu urządzenia.
- InPost Fresh – usługa umożliwiająca klientom zakupy produktów spożywczych za pomocą specjalnej aplikacji mobilnej[27]. Zakupy można odebrać w dowolnym miejscu w całej Polsce przez Paczkomat lub kuriera InPost. Dodatkowo w dużych miastach możliwe jest wybranie produktów bezpośrednio z oferty sieci sklepów Carrefour[28].
- EKOzwroty - bezpłatna usługa, dzięki której klienci mogą przekazać nieużywaną elektronikę, odzież, obuwie, książki i artykuły dziecięce do fundacji, która podaruje im drugie życie[29].

InPost deklaruje wspieranie proekologicznych postaw, zwłaszcza w kontekście zmniejszenia emisji CO
2. Firma planowała do 2020 roku zastąpić 30% swoich samochodów pojazdami zasilanymi prądem.
W 2024 roku InPost podjął współpracę z firmą Cobi, tworząc serię klocków, promującą świadomość ekologiczną.

## Paczkomaty InPostu na świecie
Paczkomaty InPostu funkcjonują również za granicą. Oprócz Polski, firma pod swoim szyldem działa w Wielkiej Brytanii, we Włoszech, w Hiszpanii i w Portugalii. W 2021 roku w Wielkiej Brytanii było ponad 3000 paczkomatów, a we Włoszech około 300. Firma wygrała przetarg na dostawę paczkomatów dla miasta Salzburg w Austrii – w mieście stanie 1000 maszyn. Paczkomaty były wykorzystywane w sieciach lokalnych firm kurierskich lub pocztowych w takich krajach jak: Zjednoczone Emiraty Arabskie, Estonia, Litwa, Łotwa, Czechy, Słowacja, Słowenia, Niemcy, Islandia, Irlandia, Kolumbia, Brazylia, Holandia i Australia.

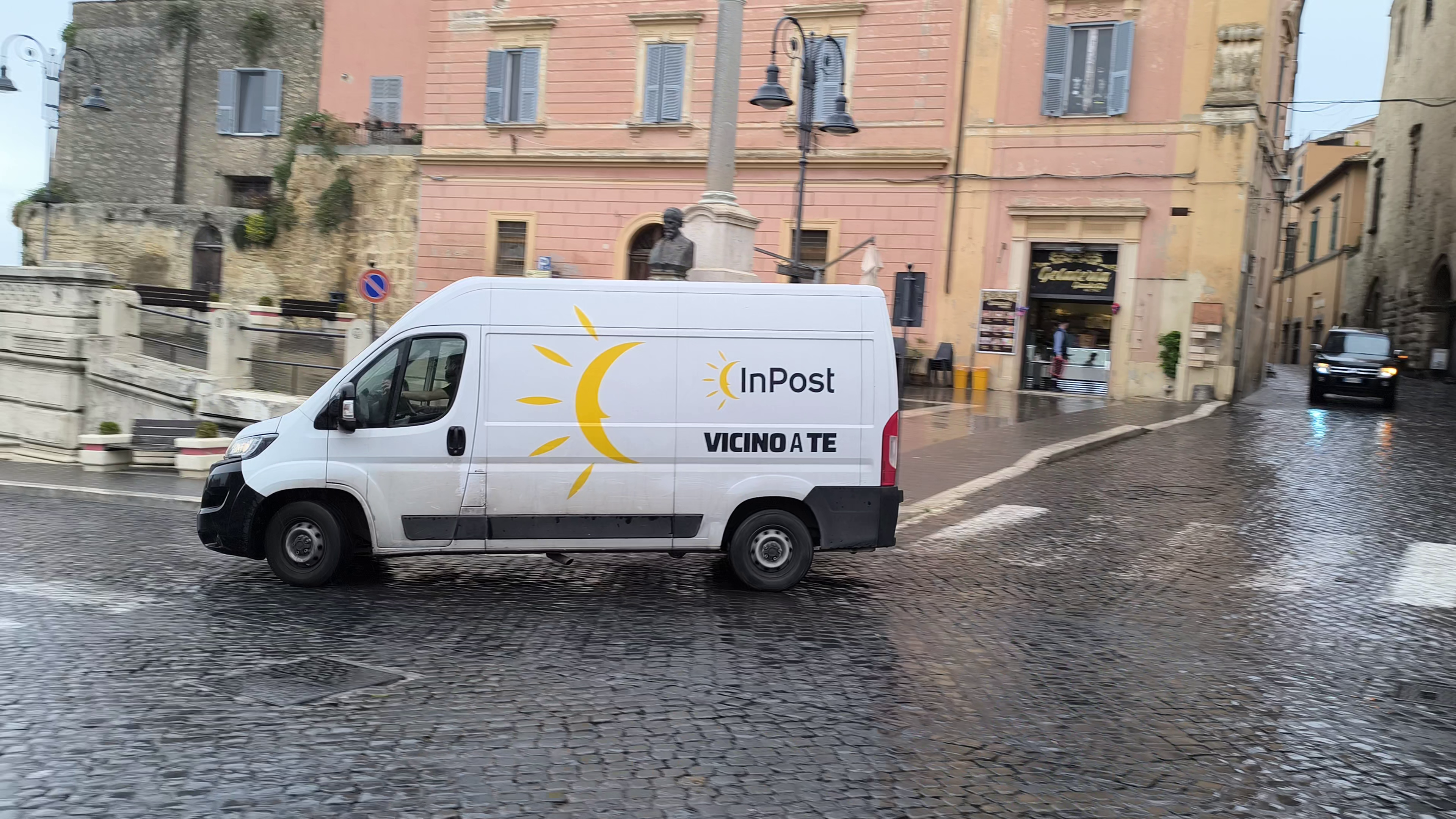
Pojazd dostawczy InPost we Włoszech wraz z brandingiem włoskim (napis "vicino a te" - "blisko ciebie")

13 listopada 2024 roku ogłoszono wprowadzenie usługi przesyłek międzynarodowych.